# Mátyássy László
Mátyássy László (Budapest, 1957. július 19. –) magyar szobrászművész.

## Élete
1957. július 19-én született Budapesten. Apja Mátyássy Zsolt, anyja Inámi Bolgár Judit szobrász- és keramikusművész. Gyermekkora óta a képzőművészet érdekelte, egész gyermek- és fiatal korát meghatározta a várbazári műteremsor légköre, ahol édesanyjának műterme volt. A várbazári műtermekben alkotó művészek (Varga Imre, Vilt Tibor, Nyírő Gyula, Palotai Gyula, Huszár Imre, Istók János, Pál Mihály, Garami László, Mettky Ödön, Lisztes István, Rátonyi József, Kampfl József, Gáti Gábor, Szőllőssy Enikő), valamint a zsennyei Művésztelepen töltött nyaralásokon megismert művészek (pl. Bálint Endre festőművész) kiemelkedő hatást tettek rá. Általános iskolába és gimnáziumba az ELTE Apáczai Csere János gyakorlóiskolába járt, ahol Szabados Árpád festőművész volt a rajztanára. Tizennégy éves korától tudatosan készült a képzőművész pályára. 1972–1977 között napi rendszerességgel rajzolt és mintázott a Dési Huber István képzőművészeti rajzkörben, ahol legtöbbet Korga György festőművésztől tanult. 1973–1977 között nyaranta részt vett a zebegényi Szőnyi István Művészeti Szabadiskola foglalkozásain. 1976-tól Méhes László festőművész magántanítványa volt, Méhes Franciaországba távozásáig. 1976–1977-ben a Képzőművészeti Főiskola esti tanfolyamára járt. A gimnázium után egy évig a Képzőművészeti Kivitelező Vállalatnál dolgozott, ahol az ország legjobb kőszobrászaitól tanulta a kőfaragást, utána két évig Kiss Kovács Gyula szobrászművész műtermében volt művészsegéd.

Felesége Kacsóh Cecília textilművész, akit édesanyja várbazári műtermében ismert meg. 1978-ban kötöttek házasságot. Három fiúk született: Mátyássy Áron filmrendező, Mátyássy Bence színész, Mátyássy Jónás fotóművész. A Magyar Képzőművészeti Főiskolára történő háromszori sikertelen felvételi vizsga után 1978-ban a varsói Szépművészeti Akadémián kezdte meg magántanulóként szobrászati tanulmányait, ahol 1982-ben kitüntetéssel diplomázott. Tanárai Gustaw Zemla, Stanislaw Slonina, Janusz Pastwa, Teresa Plata szobrászművészek voltak, diplomamunkáját Zofia Demkowska szobrászművész érmészeti tanszékén készítette. A család a varsói tanulmányi évek után a Balatonfelvidékre, a Szent György-hegyre költözött, itt éltek tíz éven keresztül. 1980 körül kötött barátságot Oláh Mátyás festőművésszel, akinek művészete egész további munkásságára nagy hatással van. Szintén ebben az időben találkozott feleségével együtt az ortodox kereszténységgel, ami azóta is meghatározza mindennapjaikat, gondolkodásukat és művészetüket. 1994 óta ismét Budapesten laknak, műterme a Várkertbazárban volt. 1982-től a Művészeti Alap és a Magyar Alkotóművészek Országos Egyesülete (MAOE) tagja, 2000-től a Magyar Szobrásztársaság tagja, 2002-től a Magyar Képző- és Iparművészek Szövetségének tagja és az Odigitria – Ortodox Könyvkiadó művészeti vezetője. Legismertebb köztéri szobra a 2013-ban a budapesti Várkert Bazár felett, a budai vár déli várfalán, a Vízhordó-lépcsőnél felavatott, négy méter magas Mária Anya bronzszobor, melynek megvalósulását az Immaculata Alapítvány tette lehetővé.

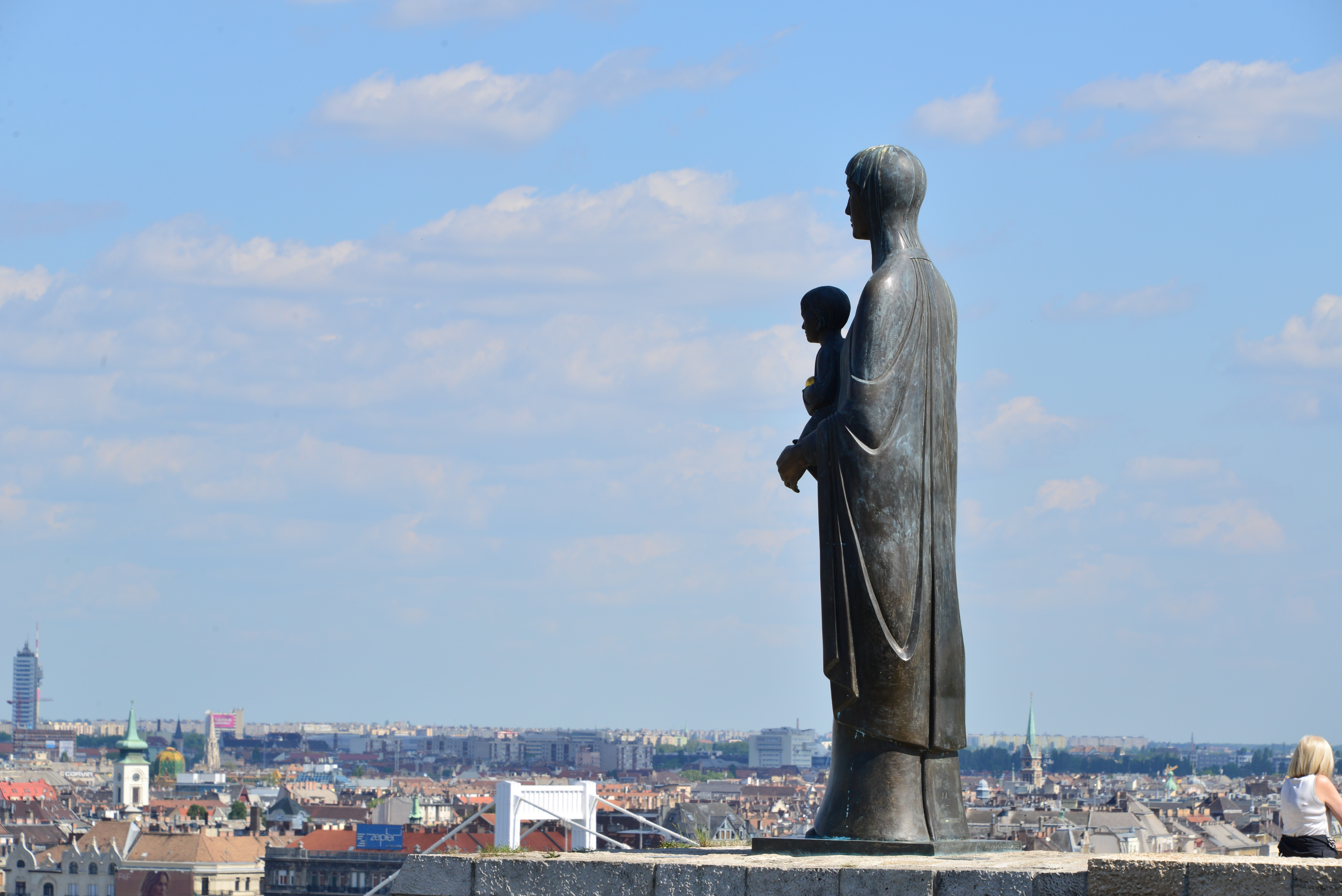
Mátyássy László: Mária anya-szobor (2013)

 Kisplasztikái Magyarországon kívül megtalálhatók angol, amerikai, francia, kanadai, svájci, holland, német, osztrák, lengyel és venezuelai magángyűjteményekben.

## Köztéri szobrai
- 1989 Padre Pio, életnagyságú bronz szobor, Vico del Gargano, Olaszország
- 1989 Mindszenty József bíboros emlékmű, bronz dombormű, Nemesgulács[4]
- 1997 Ereklyetartó, bronz, Román Ortodox Monostor, Körösszakál
- 1999 Szent István király, bronz kisplasztika, Megyeháza, Veszprém
- 2000 Angyal, életnagyságú spiáter dombormű, Szent István Bazilika, Budapest
- 2001 Keresztelő medence fedő, bronz, református templom, Vargyas, Románia
- 2002 Madaras kút, pirogránit, Konstantinum Iskola, Kiskunfélegyháza
- 2004 Szent Günter bronz dombormű ikon, Szent Mauriciusz Monostor, Bakonybél
- 2005 Sophianum emléktábla, bronz, kő, Budapest
- 2006 Evangélium borító, ezüst, Szent Mauriciusz Monostor, Bakonybél
- 2006 Körmeneti kereszt, ezüst, Szent Mauriciusz Monostor, Bakonybél
- 2008 Szer öröksége emlékmű, kő, bronz, Ópusztaszer
- 2010 Boldog Terézia anya, bronz, NDSS Rendház, Debrecen
- 2010 Biblia borító, bronz, Kármelita Kolostor, Magyarszék
- 2011 Ave Maria emlékszobor, bronz, kő, Liszt Ferenc Mauzóleum, Beyreuth, Németország
- 2013 Szűz Mária Anya, bronz, 403 cm, Budai Vár Cortina fal, Budapest
- 2013 Pávás kút, tardosi mészkő, Szent Mauriciusz Monostor, Bakonybél
- 2013 Boldog IV. Károly király bronz ereklyetartó, bencés kolostor, Tihanyi Apátság
- 2013 Evangélium borító, bronz, bencés templom, Győr
- 2014 Feszület, bronz, ciszterci monostor, Kismaros
- 2014 Angyali üdvözlet, bronz, ciszterci monostor, Kismaros
- 2014 Szűz Mária Anya emlékmű, bronz, kő, Collegium Hungaricum, Leuven, Belgium
- 2015 Madár pár, kő, Budapest
- 2015 P. Muzslay István SJ. dombormű, kerámia, Párbeszéd Háza – Budapest
- 2015 P. Muzslay István SJ. dombormű, kerámia, Collegium Hungaricum, Leuven, Belgium
- 2015 Evangélium borító, bronz, Paloznak
- 2015 Evangélium borító, bronz, Debrecen
- 2015 Evangélium borító, bronz, Hajdúdorog
- 2016 P. Muzslay István SJ érem, bronz, Collegium Hungaricum, Leuven, Belgium
- 2016 P. Muzslay István SJ érem, bronz, Párbeszéd Háza, Budapest
- 2016 Máriapócsi Panagia medál, ezüst, Hajdúdorog
- 2017 Hegymegi Kiss Pál emlékmű, kő, bronz, Debrecen
- 2017 Piarista emléktábla, kő, bronz, Budapest
- 2017 Keresztelő Szent János csengő, bronz, Zsámbék
- 2017 Körmeneti kereszt, bronz, Pasaréti Ferences Templom, Budapest
- 2017 Bugát Pál orvos portré emlékmű, SOTE, Budapest IX. Kerület
- 2017 Rezsőházy Rudolf bronzérem, Leuven Collegium Hungaricum, Belgium
- 2017 Arnold Burgen – Olga Kenard bronzérem
- 2018 Szabó Dénes bronzérem, Leuven, Collegium Hungaricum, Belgium
- 2018 Lámfalussy Sándor érem, Leuven, Collegium Hungaricum, Belgium
- 2019 Szentségtartó kő, vas dombormű, Kálvária kápolna, Szentkút
- 2019 Szent Rafael Arkangyal kő dombormű, Kálvária kápolna, Szentkút
- 2019 Szent Mihály Arkangyal kő dombormű, Kálvária kápolna, Szentkút
- 2019 Liszt Ferenc emléktábla, bronz , kő, Riga, Lettország
- 2019 Szentágothai János bronzérem
- 2020 Somogyi Péter – Molnár Klára bronzérem
- 2020 Oltáriszentség tartó szekrény, bronz, Pasaréti Közösségi Ház kápolna, Budapest
- 2020 Ereklyetartó, bronz, üveg, Pasaréti Közösségi Ház kápolna, Budapest
- 2020 Lábmosás Ikon, bronz, Pasaréti Közösségi Ház kápolna, Budapest
- 2021 Keresztút 14 Stáció, bronz, Pasaréti Közösségi Ház kápolna, Budapest
- 2021 Keresztelő kút, kő, bronz, Pasaréti Közösségi Ház kápolna, Budapest
- 2021 Sir Radda György bronzérem
- 2021 Görögkatolikus bronz papi mellkereszt
- 2022 Gyöngytyúkok, kő , bronz, Budapest
- 2023 Sydney Brenner bronzérem
- 2023 Oltáriszentség tartó szekrény, bronz, Krisztus Király Katolikus Iskola, Dunakeszi
- 2024 Oltárkereszt, bronz, Krisztus Király Katolikus Iskola, Dunakeszi
- 2024 Rimanóczy Gyula emléktábla, kő, Pasaréti templom, Budapest
- 2024 Bugát Pál bronz mellszobor, SOTE Elméleti Orvostudományi Központ előtti tér, Budapest
- 2025 Dávid Lajos emléktábla, bronz dombormű, Nemzeti Emlékcsarnok, Szeged

## Művei közgyűjteményben
- Első Magyar Látványtár, Tapolca, Diszel
- Kecskeméti Képtár, Kecskemét
- Nemzetközi Kerámia Stúdió, Kecskemét
- Egon Schiele Art Centrum, Cesky Krumlov, Cseh Köztársaság
- Törökbálinti Önkormányzat Gyűjteménye, Törökbálint

## Díjak
- 1994 Szent István király szoborpályázat - Hódmezővásárhely - Különdíj
- 1997 BÁV RT. Tavaszi Tárlat - Budapest - I. Díj
- 2001 Millenniumi szoborpályázat - Budakeszi - II. Díj
- 2009 56. Vásárhelyi Őszi Tárlat - Hódmezővásárhely - Csongrád Megye Díja[5]
- 2019 Szent István Király szoborpályázat – Budapest – I. Díj

## Egyéni kiállítások (válogatás)
- 1998 Borfesztivál, Gols, Ausztria (Kacsóh Cecíliával, Korényi János festőművésszel, Raffai Dávid szobrászművésszel)
- 1998 Tapolcai Művészeti Nyár, Tapolca (Kacsóh Cecíliával, Korényi Jánossal), megnyitotta Somogyi Győző
- 1998 Bencés Gimnázium Galériája, Pannonhalma (Kacsóh Cecíliával), megnyitotta Vásárhelyi Anzelm OSB
- 1998 BÁV RT Kortárs Galéria, Budapest (Kacsóh Cecíliával)
- 1999 Borfesztivál, Gols, Ausztria (Kacsóh Cecília textilművésszel, Korényi János festőművésszel, Raffai Dávid szobrászművésszel
- 1999 Galerie Oberberg, Eisenstadt, Ausztria (Kacsóh Cecíliával, Korényi Jánossal, Raffai Dáviddal)
- 2003 Nemzetközi Kerámia Stúdió, Kecskemét, megnyitotta Budai Rita
- 2003 Borfesztivál, Gols, Ausztria (Korényi Jánossal)
- 2003 Művészetek Völgye, Kapolcs
- 2003 Városmajori Gimnázium, Budapest
- 2004 Magyar Intézet, Párizs, (Bálint Endrével, Körösényi Tamással) megnyitotta A. Szabó Magda[6]
- 2005 Vászolyi Galéria (Kacsóh Cecíliával), Vászoly, megnyitotta Somogyi György
- 2006 Monostori Galéria, Szent Mauriciusz Monostor (Kacsóh Cecíliával), Bakonybél, megnyitotta Vásárhelyi Anzelm OSB
- 2006 Rodin Galéria (Kacsóh Cecíliával), Szentendre
- 2006 Pintér Sonja Galéria, Budapest, megnyitotta Vörösvári Ákos[7]
- 2007 Isaszegi Művészeti Napok (Kacsóh Cecíliával), Isaszeg
- 2009 Galerie Goda (Somos Miklós és Somos Gyula festőművészekkel), Amsterdam, Hollandia
- 2013 Szimbólumok, Várnegyed Galéria (Kacsóh Cecíliával), Budapest, megnyitotta Dávid Katalin
- 2014 Érints meg és láss! Kiállítás vakok számára, Panagia Központ, Budapest
- 2015 Csendes hullámzás, Szegedy Róza Ház (Kacsóh Cecíliával), Badacsony, megnyitotta Budai Rita
- 2016 Csendes hullámzás 2., Szegedy Róza Ház (Kacsóh Cecília textilművésszel), Badacsony
- 2019 Trilógia, Csepel Galéria (Kacsóh Cecíliával és Inámi Bolgár Judittal), Budapest, megnyitotta Mátyássy László
- 2021 Tengely, B32 Galéria (Kacsóh Cecíliával), Budapest, megnyitotta Kálmán Peregrin OFM[8]

## Csoportos kiállítások (válogatás)
- 1979 Lengyel Diákrajz Biennálé - Katowice – Lengyelország
- 1996 Első Magyar Látványtár - Tapolca Diszel
- 1996 22. Salgótarjáni Szabadtéri Szoborkiállítás, Salgótarján[9]
- 1997 Mindenkinek kenyér és rózsa - Első Magyar Látványtár - Tapolca Diszel
- 1997 BÁV RT. Tavaszi Tárlat - Budapest
- 1997 Szent Adalbert - Egyházművészeti kiállítás - Hatvan
- 1997 XXIX. Szegedi Nyári Tárlat - Szeged
- 1997 Arcok és sorsok – Portré Biennálé - Hatvan
- 1998 Sors nyiss nekem tért - Mestermű Galéria - Veszprém
- 1998 BÁV RT. Tavaszi Tárlat - Budapest
- 1999 XVI. Országos Kisplasztikai Biennálé - Pécs
- 2000 Szobrok a Látványtár Gyűjteményéből - Keszthely
- 2000 BÁV RT. Tavaszi Tárlat - Budapest
- 2001 Szobrászaton innen és túl - Műcsarnok – Budapest
- 2001 Orbis Pictus - Veszprém
- 2001 Élmény és eszmény - Gödöllő
- 2001 Írott képek - Első Magyar Látványtár - Tapolca Diszel
- 2002 10. Veszprém – Bakony- Balaton - Veszprém
- 2002 A tükör képei - Első Magyar Látványtár - Tapolca Diszel
- 2002 I. Kortárs Keresztény ikonográfiai Kiállítás - Kecskemét
- 2003 Jelentés - Magyar Szobrász Társaság - Vigadó – Budapest
- 2003 Várbazár – várbezár - Budapest Galéria - Budapest
- 2003 Minden múlandó - Első Magyar Látványtár - Tapolca Diszel
- 2003 XXXII. Szegedi Nyári Tárlat - Szeged
- 2003 Szakrális művészet az ezredfordulón - Budapest[10]
- 2004 Balaton – Pelso – Plattensee - Nádor Galéria - Budapest
- 2004 Művészpénz - Nádor Galéria - Budapest
- 2005 XIX. Országos Kisplasztikai Biennálé - Pécs
- 2005 XXXIII. Szegedi Nyári Tárlat - Szeged
- 2005 Nemzetközi Művésztelep - Törökbálint
- 2005 Érik a fény - Mestermű Galéria - Veszprém[11]
- 2005 Ad hoc - Árkád Galéria - Budapest
- 2005 Művészpénz - Magyar Intézet - Párizs - Franciaország
- 2006 Magyar Szobrász Társaság - Pécsi Galéria - Pécs
- 2006 Salon des Arts – Margency - Párizs – Franciaország
- 2006 Életöröm – Első Magyar Látványtár - Tapolca Diszel
- 2006 Nyáridő – MKISZ - Budapest
- 2006 Kavicskör – Kamanduli Monostor - Majkpuszta[12]
- 2006 Szerb Ortodox Múzeum - Szentendre
- 2006 Művészek 1956-ról - Nemzetközi Kerámia Stúdió - Kecskemét
- 2007 Mágia – Magyar Szobrász Társaság – Művészet Malom - Szentendre
- 2007 Kereszt - Ars Sacra - Szent Mihály kápolna - Budapest
- 2007 Művészet és hit – Mátyás templom plébánia - Budapest
- 2008 Nyári tárlat - Debrecen
- 2008 Szeretethimnusz - Egyházművészeti Kiállítás - Hatvan
- 2009 Dedukció – Szobrász Biennálé Művészetmalom – Szentendre
- 2009 Értékőrzők – Tavaszi árverés – Pintér Aukciósház - Budapest
- 2009 Kavicskör – Faluház - Törökbálint
- 2009 Agnieten Festival – Gouda - Hollandia
- 2009 Kor Kép – Padlás Galéria - Balatonalmádi[13]
- 2009 56. Vásárhelyi Őszi Tárlat - Hódmezővásárhely
- 2009 56. Vásárhelyi Őszi Tárlat Díjazottjai – Csók István Galéria - Budapest[14]
- 2009 Mednyánszky Társaság – Galerie Goda – Amsterdam – Hollandia
- 2010 Prolog Csoport – Románia és a Kavicskör – Zikkurat Galéria – Budapest
- 2010 57. Vásárhelyi Őszi Tárlat – Hódmezővásárhely
- 2010 Festészet Napja – Semmelweis Szalon – SOTE – Budapest
- 2010 Kereszt – Szőlőtő Galéria – Budapest
- 2011 Vonal és forma – Szobrászrajz kiállítás – Budapest
- 2011 VII. Könyv – tárgy biennálé – Ráday kastély – Pécel
- 2012 Tér pontok – Művészetmalom – Szentendre
- 2012 Liturgia és művészet – Római Magyar Akadémia – Róma – Olaszország
- 2013 István a Szent Király – Székesfehérvári Egyházmegyei Múzeum – Székesfehérvár
- 2015 XX. Országos Érembiennálé – Lábasház – Sopron
- 2015 Útmutató – Szent István Bazilika - Budapest
- 2015 A fehér - Első Magyar Látványtár - Tapolca Diszel
- 2015 Nálunk járt a Pócsi Mária – Ikonkiállítás – Máriapócs
- 2015 Harmónia – Művészetmalom – Szentendre
- 2015 Balatoni Aukció – Pintér Aukciósház – Balatonfüred
- 2016 Kutyavilág, macskajaj és más állatságok – Első Magyar Látványtár – Vizivárosi Galéria - Budapest
- 2016 Szavakban leírhatatlan – Párbeszéd Háza - Budapest
- 2016 VIII. Kortárs Keresztény Ikonográfiai Biennálé – Cifrapalota - Kecskemét
- 2016 Balatoni Aukció – Pintér Aukciósház - Balatonfüred
- 2017 Békesség nektek! – Vigadó Galéria - Budapest
- 2017 Balatoni Aukció – Pintér Aukciósház - Balatonfüred
- 2018 Ablak az Örökkévalóságra – Görögkatolikus Vándorkiállítás
- 2018 Angyalműhely - Koszta József Múzeum - Szentes
- 2018 Megújító érintés – Párbeszéd Háza - Budapest
- 2018 VII. Karácsonyi Tárlat – az Ünnep – Első Magyar Látványtár – Vizivárosi Galéria - Budapest
- 2018 Balatoni Aukció - Pintér Aukciósház - Balatonfüred
- 2019 Balatoni Aukció – Pintér Aukciósház - Balatonfüred
- 2020 Szent vendégség - X. Kortárs Keresztény Ikonográfiai Biennálé – Cifrapalota - Kecskemét
- 2020 Lelkiállítás - Párbeszéd Háza – Faludy Galéria - Budapest
- 2020 Balatoni Aukció – Pintér Aukciósház - Balatonfüred
- 2021 Orcád világossága - Görögkatolikusok Magyarországon kiállítás – Vigadó - Budapest
- 2021 Ohridi Szent Naum – Bolgár Kulturális Intézet - Budapest
- 2021 Balatoni Aukció – Pintér Aukciósház - Balatonfüred
- 2022 Állatok és növények - XI. Kortárs Keresztény Ikonográfiai Biennálé – Cifrapalota - Kecskemét
- 2022 Balatoni Aukció – Pintér Aukciósház - Balatonfüred
- 2023 Balatoni Aukció – Pintér Aukciósház - Balatonfüred
- 2024 Balatoni Aukció – Pintér Aukciósház - Balatonfüred
- 2024 Prófécia - XII. Kortárs Keresztény Ikonográfiai Biennálé – Cifrapalota - Kecskemét
- 2024 Földöntúli ragyogás – Görögkatolikus Kulturális Központ - Budapest

## Forrás
- https://www.matyassy.com/about